# オムニバース
オムニバース (Omniverse) は、概念上可能なすべての宇宙（ユニバース）の集合である。この集合に含まれるそれぞれの宇宙は個別の物理法則を持ち、オムニバースには概念上可能なすべての物理法則が含まれる。
これは主にオカルトにおいて用いられる。現代物理学の文脈では、"物理法則と物理定数"を一組だけ持つ"宇宙"という限定された定義が、複数の物理法則と物理定数を含む宇宙の集合というように拡張され、それぞれの物理法則と物理定数は個別の宇宙を表現している。量子力学において、この語はすべての実在する宇宙全体（オムニバース）と限定された数の宇宙（マルチバース、ユニバース）の概念を区別するために用いられている。

## オムニバース内の階層
ユニバース、宇宙 (Universe)：我々が住んでいる既知の宇宙の大きさ／構造 (属性／様態) に関する文脈の内部記述。ユニバースはコスモスとも呼ばれる。ユニバースは特定の時空次元数と物理法則を持つ特定の単一の時空組織である。他のユニバースは、われわれのユニバースとは異なる時空の次元数と異なる物理法則を持つであろう。
マルチバース、多元宇宙 (Multiverse)：全宇宙の無限集合であるオムニバースの部分集合。ユニバースの集合。
メタバース (Metaverse)：既知の集合。マルチバースにおける観測される変化。
注意：情報科学では、メタバースはある単一の個々の宇宙の物理的実在に基づく仮想現実シミュレーションである。来たるべき世紀にはマトリョーシカ・ブレインおよびジュピター・ブレインの巨大な配列を用いたそのようなシミュレーションを作り出すことが可能となることが考えられる。
ゼノバース、キセノバース (Xenoverse)：未知の集合。どのようにマルチバースを創成するのかを司る法則。
オムニバース (Omniverse)：すべての可能な属性および様態の集合。マルチバースはそのチャイルドユニバース（子宇宙）の属性／様態によって分類される。次の階層構造が成り立つ：1. 時空におけるわれわれの位置、2. この宇宙（ユニバース）、3. 多元宇宙（マルチバース）、4. メタバース、5. ゼノバース、6. オムニバース。

## 概念の寓話的な説明
オムニバースは木構造として考えることができる。このとき、オムニバースは幹であり、マルチバースは枝、各ユニバースは葉である。
また別の説明として、オムニバースは森としてみなすことができる。マルチバースは森の木々でありユニバースは木の枝、さらにすべての枝と葉はその宇宙の中の地平の集合である。
スティーブン・ホーキングやロジャー・ペンローズのような物理学者は、道路や経路図のような体系として視覚化できるような分岐・結合する宇宙を示唆している。

## 無限の終わり
ある観点では、オムニバースの部分集合の可能性の数は有限である。オムニバースは人により概念化される最も大きい集合である。そのような観点はときおり"無限の終わり" (end of infinity) と呼ばれる。この観点は、多元宇宙、多世界解釈、M理論、パラレルワールド、可能世界などオムニバースをユニバースに分割する理論において基礎付けされている。
語源学的に、"ユニバース"という語は一つの実在の全体を言及することを意味する。ユニ (Uni-) は「一」を表す接頭辞であり、オムニ (Omni-) は「全」、マルチ (Multi-) は「多」、メタ (Meta-) は「超」、そしてゼノ (Xeno-) は「異」を表す接頭辞である。 すなわち、オムニバースはすべての可能な宇宙を包含することを表す。 それに対して、マルチバースは複数の宇宙を包含する。

## 歴史
"オムニバース"という語は Mark Gruenwaldによって作られたと考えられている。そして、作詞作曲家のSun Raによってこの言葉は普及した。ロジャー・ペンローズは"オムニウム" (omnium) という語を使っている。